# باول كليري (منافس ألعاب قوى)
باول كليري (بالإنجليزية: Paul Cleary)‏ هو منافس ألعاب قوى أسترالي، ولد في 28 أبريل 1976.

## وصلات خارجية
- باول كليري على موقع الاتحاد الدولي لألعاب القوى (الإنجليزية)
- باول كليري على موقع النتائج التاريخية لألعاب القوى الأسترالية (الإنجليزية)
- باول كليري على موقع أوليمبيديا (الإنجليزية)
- باول كليري على موقع اللجنة الأولمبية الأسترالية (الإنجليزية)